# 稚内市立潮見が丘小学校
稚内市立潮見が丘小学校（わっかないしりつ しおみがおかしょうがっこう）は、北海道稚内市富岡4丁目にある公立小学校。同市富岡・朝日・若葉台・新光町・萩見3 - 5・更喜苫内地区を学区とする。2004年に更喜苫内小学校と統合し現在に至る。

## 概要
- 東地区の住宅地造成等より東地区の人口が増加し、稚内東小学校だけでは対応できなくなったため1976年に創立した学校である。

## 沿革
- 1975年（昭和50年）11月25日 - 校舎落成。
- 1976年（昭和51年）
  - 4月6日 - 稚内東小学校より独立し、開校。同日、第1回入学式挙行。
  - 4月15日 - 校章制定。
  - 6月19日 - 校旗制定。
  - 7月10日 - 校歌制定。
- 1977年（昭和52年）
  - 3月24日 - 第1回卒業証書授与式挙行。
  - 5月1日 - この日を開校記念日と定める。
- 1978年（昭和53年）11月16日 - 校舎増築。
- 1981年（昭和56年）7月1日 - 校舎増築落成。
- 1985年（昭和60年）9月16日 - 開校10周年記念式典記念挙行。
- 1992年（平成4年）8月24日 - 校舎大規模改修し、移転。
- 1995年（平成7年）9月23日 - 開校20周年記念式典挙行。
- 2005年（平成17年）10月28日 - 開校30周年記念式典挙行。
- 2012年（平成24年）11月29日 - 「潮見が丘地区児童生徒支援ネットワーク」結成。
- 2013年（平成25年）1月10日 - プレイルームを教室に改修。
- 2014年（平成26年）
  - 10月21日 - 40周年記念学芸会開催。その会にて、潮小オリジナル「約束の丘」を披露。
  - 11月9日 - 開校40周年記念集会開催。
- 2016年（平成28年）12月 - この月から翌年3月まで、体育館耐震工事実施。
- 2020年（令和2年）
  - 2月2日 - 新型コロナウイルス感染拡大防止対策で、臨時休校の措置を採る（春休みまで）。
  - 3月19日 - 第44回卒業証書授与式挙行。ただし、新型コロナウイルス感染拡大防止の為、卒業生と教職員のみの式挙行となった。
  - 3月23日 - この日から25日まで、分散登校実施。

## 学区
- 富岡（1丁目～6丁目）・萩見（4丁目・5丁目）・朝日（1丁目～6丁目）・新光町・若葉台・サラキトマナイ（更喜苫内）[1]

## 学校周辺
- 富岡4丁目広場
  - グラウンド
  - 潮見プール
- 稚内市立若葉公園
- 稚内市立潮見が丘中学校
- 北海道稚内商工高等学校
- 稚内北星学園大学

## 交通
- 北海道旅客鉄道宗谷本線稚内駅（駅前ターミナル）・南稚内駅前から、宗谷バス富岡循環線「ユアーズ前」バス停下車後、徒歩約300m・約5分。